# Zavrelimyia quatuorpuncta
Zavrelimyia quatuorpuncta är en tvåvingeart som först beskrevs av Jean-Jacques Kieffer 1922.  Zavrelimyia quatuorpuncta ingår i släktet Zavrelimyia och familjen fjädermyggor.
Artens utbredningsområde är Polen. Inga underarter finns listade i Catalogue of Life.